# دنيس فيسر (متزلج على مسار قصير)
دنيس فيسر (بالهولندية: Dennis Visser)‏ هو متزلج على مسار قصير هولندي، ولد في 3 أبريل 1995 في سنيك في هولندا.

## وصلات خارجية
- دنيس فيسر على موقع ShortTrackOnLine.info (الإنجليزية)
- دنيس فيسر على موقع اللجنة الأولمبية الدولية (الإنجليزية)
- دنيس فيسر على موقع أوليمبيديا (الإنجليزية)
- دنيس فيسر على موقع تيم أن.أل (الهولندية)